# Conrad Heinrich John von Johnesberg
Conrad Heinrich John Edler von Johnesberg (* 3. Februar 1852 in Kronstadt, Siebenbürgen; † 28. Juni 1918 in Wien) war ein siebenbürgisch-sächsischer Chemiker, der von 1874 bis 1911 bei der Geologischen Reichsanstalt in Wien tätig war.

## Leben
Conrad John von Johnesberg besuchte ab 1862 die deutsche Oberrealschule in Prag und studierte anschließend von 1868 bis 1872 an der chemischen Fachschule der Technischen Hochschule Wien. Von 1872 bis Ende 1873 war er zunächst bei Leonhard Roesler Assistent an der sich in der Gründungsphase befindlichen k.k. Chemisch-Physiologischen Versuchsstation für Wein- und Obstbau in Klosterneuburg bei Wien. 1874 wurde er im Wiener Corps Cimbria recipiert (x,xx). Er trat dann 1874 eine Stelle als Assistent des chemischen Laboratoriums bei der zu dieser Zeit von Franz von Hauer geführten Geologischen Reichsanstalt in Wien an, wo er in der Folge nach dem Tod seines Vorgängers Karl von Hauer (1819–1880) zunächst mit der Leitung betraut wurde und von 1881 bis zu seinem Ruhestand im Jahr 1911 dann als Vorstand dieses Laboratoriums wirkte. Während dieser Zeit wurde ihm 1898 der Titel eines Regierungsrates verliehen. Ad personam beförderte man ihn  1901 in die VI. Rangsklasse.
Johns zahlreiche Publikationen behandeln sowohl mineralchemische Untersuchungen als auch Probleme aus dem Gebiete der Gesteinsanalyse und Petrographie. Er beteiligte sich an der ersten systematischen naturwissenschaftlichen Erforschung des Bodensees, zu der er einen Beitrag in den Bodensee-Forschungen beisteuerte. Graf Eberhard von Zeppelin und der Verein für Geschichte des Bodensees und seiner Umgebung hatten dieses Unternehmen angeregt; es wurde von 1886 an von den fünf Uferstaaten parallel zur ersten exakten Vermessung des Sees durchgeführt.
Conrad John von Johnesberg wurde am 23. Juni 1883 in der Sektion Mineralogie und Geologie mit der Matrikel-Nr. 2407 in die Deutsche Akademie der Naturforscher Leopoldina aufgenommen. Er war korrespondierendes Mitglied der 1891 gegründeten Gesellschaft zur Förderung deutscher Wissenschaft, Kunst und Literatur in Böhmen, aus der die Sudetendeutsche Akademie der Wissenschaften und Künste hervorging. Verheiratet war er seit 1898 mit Leopoldine geb. Hager.

## Schriften
- mit Guido Stache: Geologische und petrographische Beiträge zur Kenntniss der älteren Eruptiv- und Massengesteine der Mittel- und Ostalpen. 1. Die Gesteine der Zwölferspitzgruppe in Westtirol, nebst einer orientirenden Einleitung über das oberste Wassergebiet der Etsch und der Adda. In: Jahrbuch der Geologischen Bundesanstalt, 27, 1877, S. 143–242 (zobodat.at [PDF]).
- mit Guido Stache: Geologische und petrographische Beiträge zur Kenntniss der älteren Eruptiv- und Massengesteine der Mittel- und Ostalpen. 2. Das Cevedale-Gebiet als Hauptdistrict älterer dioritischer Porphyrite (Palaeophyrite). In: Jahrbuch der Geologischen Bundesanstalt, 29, 1879, S. 317–404 (zobodat.at [PDF]).
- mit Heinrich Foullon von Norbeeck: Chemische Untersuchung der vier Trinkquellen von Luhatschowitz in Mähren. In: Jahrbuch der Geologischen Bundesanstalt, 40, 1890, S. 351–380 (zobodat.at [PDF]).
- Untersuchungen von Wasser- und Grundproben aus dem Bodensee [Teil 2]: Bericht über die Untersuchung der Bodensee-Grundproben. In: Schriften des Vereins für Geschichte des Bodensees und seiner Umgebung. Band 23, 1894, Anhang, S. 11–14 (Digitalisat).
- mit Wilhelm Hammer: Augengneise und verwandte Gesteine aus dem oberen Vintschgau. In: Jahrbuch der Geologischen Bundesanstalt, 59, 1909, S. 691–732 (zobodat.at [PDF]).